# José Acevedo Llopis
José Acevedo Llopis (La Granja de Granadilla, 9 de agosto de 1930-Salamanca, 24 de febrero de 2011) fue un político de Estremadura, España. Fue elegido alcalde de Jaraíz de la Vera en las elecciones municipales de 1983 y senador por el Partido Socialista Obrero Español en las elecciones generales de 1982.
De profesión Médico
Durante su etepa en el Senado ostentó los siguientes cargos:
- VOCAL. COMISIÓN DE AUTONOMÍAS Y ORGANIZACIÓN Y ADMINISTRACIÓN TERRITORIAL (27/01/1983 al 02/02/1983)
- VOCAL. COMISIÓN DE SANIDAD Y SEGURIDAD SOCIAL (13/12/1982 al 21/05/1985)
- VOCAL. COMISIÓN DE SANIDAD Y SEGURIDAD SOCIAL (24/07/1985 al 23/04/1986)
- VOCAL. COMISIÓN DE REGLAMENTO (14/12/1982 al 23/04/1986)
- VOCAL. COMISIÓN DE SUPLICATORIOS (14/12/1982 al 23/04/1986)